# Лох-Карра
Лох-Карра (ирл. Loch Ceara, англ. Lough Carra) — известняковое озеро 16 км² по площади, расположенное в ирландском графстве Мейо примерно в 13 километрах на юг от Каслбара. Его размеры — примерно 9,7 километра в длину и от 370 метров до 1,6 километра в ширину. Его средняя глубина — 1,8 м, а максимальная — 18. В озере расположено 73 острова.
Озеро является частью поместья Мур.